# Jaci Velasquez
Jacquelyn Davette Velasquez, detta Jaci (Houston, 15 ottobre 1979), è una cantante statunitense.

## Biografia
Di origini anche spagnole e messicane, è un'esponente del genere contemporary Christian music. Ha debuttato ufficialmente nel 1996 con l'album Heavenly Place. Ha vinto diversi premi tra cui sette Dove Awards e lavora occasionalmente anche come attrice.

## Discografia
- 1992: Help Me (indipendente)
- 1994: Keep the Fire Burning (indipendente)
- 1996: Heavenly Place (album di debutto)
- 1998: Jaci Velasquez
- 1999: Llegar A Ti
- 2000: Crystal Clear
- 2001: Mi Corazón
- 2001:Christmas
- 2001: Navidad
- 2003: Unspoken
- 2003: Milagro
- 2004: Mi Historia Musical
- 2005: Beauty Has Grace
- 2006: On My Knees: The Best of Jaci Velasquez (raccolta)
- 2007: Open House (Christmas EP)
- 2008: Love Out Loud
- 2012: Diamond
- 2012: Acoustic Favorites (EP)
- 2012: Buenas Noches mi Sol

## Filmografia
- I'm Not Ashamed, regia di Brian Baugh (2016)